# Nokia 2626
Nokia 2626 — мобільний телефон, виготовлений компанією Nokia. Працює в двох діапазонах частот GSM 900 та 1800 МГц. Має невеликі розміри — 104 х 43 х 18 мм і вагу — 91 грам. Вийшов у листопаді 2006 року.

## Технічні характеристики
- Працює в двох діапазонах GSM 900 / 1800. SMS/MMS.
- Відтворення аудіо форматів AMR, MP3, MIDI.
- FM-радіо. Для роботи радіо має бути під'єднана гарнітура. Роз'єм для гарнітури Jack 2.5 мм.
- Java MIDP 2.0.
- CSTN дисплей 1.5 дюймів з роздільною здатністю 128 × 128 пікселів, співвідношення сторін 1:1, 65536 кольорів.
- Роз'єм для підключення телефону до ПК за допомогою кабелю CA-45.
- Формат сім-картки — Mini-SIM. Лоток для сім-картки знаходиться під акумулятором.
- В корпусі є отвори під шнурок для телефону.
- 2 МБ вбудованої пам'яті.
- Літій-іонний акумулятор BL-5C, 970 mAh (час очікування 300 годин, 3 години у режимі розмови), змінний.
- Веббраузер WAP 2.0 / xHTML.
- Працює на програмній платформі Nokia S40.
- Питомий коефіцієнт поглинання 0.68 Вт/кг.[2][3]

## Особливості
Корпус Nokia 2626 виконаний з трьох різних видів пластику. Верхня частина передньої панелі виконана з тонованого скла з дзеркальним покриттям. Клавіатура має підсвічування білим кольором. 
Телефонна книга може зберігати до 300 контактів, плюс контакти в пам'яті сім-картки. Будильник всього один, але у нього є кілька налаштувань. Можна встановити повтори спрацьовування в зазначені дні. Також є функція snooze (повтор спрацьовування будильника) можна налаштувати для спрацьовування через вказані проміжки часу (5, 10 і т.д. хвилин). 
Телефон має диктофон, який дозволяє робити записи у форматі .amr тривалістю до однієї хвилини. Під час дзвінка ввімкнути диктофон неможливо.